# Tobias Sigl
Tobias Georg Sigl (* 18. April 1996 in Feldbach) ist ein österreichischer Schauspieler.

## Werdegang
Sigl wuchs im Südburgenland auf und besuchte das Bundesoberstufenrealgymnasium (BORG) in Güssing. Nach der Matura (Abitur) begann er ein Studium der Soziologie an der Universität Wien und wechselte später zu Wirtschaftsrecht an die WU Wien. Beide Studiengänge brach er ab, um sich der Schauspielerei zu widmen. Von 2020 bis 2022 studierte er Schauspiel an der „filmschool vienna“.
Nach Abschluss seines Schauspielstudiums trat Sigl in mehreren Kurzfilmen und in Werbungen auf. Seinen ersten Fernsehauftritt hatte er mit einer Rolle in der TV-Serie Blind ermittelt – Tod im Palais.

## Filmografie
TV-Serien
- 2023: Blind ermittelt – Tod im Palais (1. Folge, Fernsehserie)
- 2024: Soko Donau (1. Folge, Fernsehserie)
- 2024: Soko Linz (1. Folge, Fernsehserie)
- 2024: Biester (1. Folge, Fernsehserie)

Kurzfilme
- 2023 For a while[3]